# Saitō Sanemori

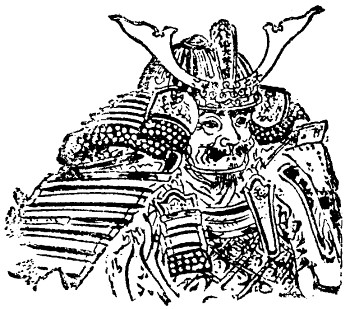
Saitō Sanemori

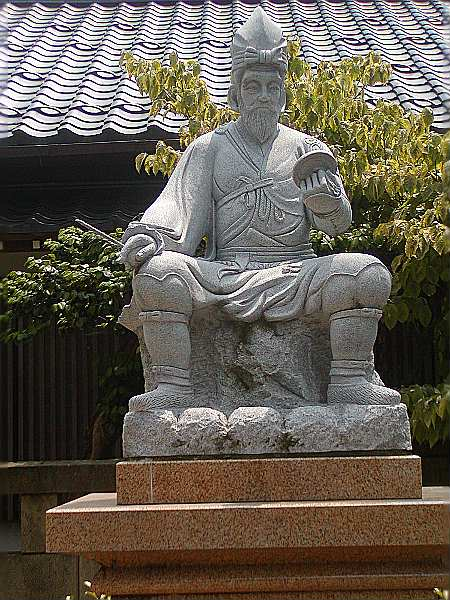
Saitō Sanemori

Saitō Sanemori (japanisch 斎藤 実盛; geboren 1111 in der Provinz Echizen (heute Präfektur Fukui); gestorben 22. Juni 1183 in der Provinz Kaga) war ein japanischer Samurai in der späten Heian-Zeit.

## Leben und Wirken
Saitō Sanemori war eine Nachfahre von Fujiwara no Toshihito (藤原 利仁; Lebensdaten unbekannt). Sein Vater war Saneoto (実–遠) oder auch Sanenao (実直) genannt. Er wurde in Echizen (heute Präfektur Fukui) geboren, zog aber nach Nagai (長井), Bezirk Harara (播羅), Provinz Musashi. Als Minamoto no Yoshikata (源 義賢), Sohn von Minamoto no Tameyoshi (1096–1156), 1155 von Minamoto no Yoshihira (源 義平; 1141–1160) von Yoshitomo getötet wurde, half er dem verwaisten Sohn Minamoto no Yoshinaka (1154–1184), indem er ihn rettete und Nakahara Kanetō (中原 兼遠: gestorben 1181) anvertraute, also einer mächtigen Familie aus der Provinz Shinano.
Saitō diente zunächst Minamoto no Tameyoshi und Minamoto no Yoshitomo (1123–1160) und folgte letzterem während der Hōgen- und Heiji-Rebellion (1160), wurde aber im Heiji-Krieg besiegt und trennte sich von Yoshitomo auf seinem Weg nach Osten. Er folgte dem Taira-Klan, und als Minamoto no Yoritomo 1180 eine Armee aufstellte, kämpfte er gegen ihn bei Ishibashiyama am Fuji-Fluss, schloss sich dann Taira no Koremori (平 維盛; 1159–1184) an. 1183 folgte er Koremori in die Hokuriku-Region und kämpfte gegen Yoshinaka, wurde dabei von Tezuka Mitsumori (手塚 光盛; gestorben 1184) in der „Schlacht von Shinohara“ in der Provinz Kaga getötet. Zu dieser Zeit soll er sich die Haare schwarz gefärbt haben, um sein hohes Alter zu verbergen.